# Tjark Jans Giezen
Tjark Jans Giezen (Veendam, gedoopt 20 oktober 1776 – aldaar, 1 juni 1848) was een Nederlandse burgemeester en koopman.

## Leven en werk
Giezen werd in 1776 gedoopt als zoon van de landbouwer Jan Roelfs en Aafke Tjarks. Giezen bezat in Veendam en omgeving veenderijen, huizen en een houtzaagmolen. Ook was hij actief als reder van meerdere schepen. Net als zijn broer Roelf Jans Giezen was hij koopman. Samen kochten zij omstreeks 1825  een houtzaagmolen en huizen in Muntendam. Zijn broer was van 1812 tot 1844 respectievelijk maire en burgemeester van Muntendam. Zelf was hij al voor zijn benoeming in 1813 tot maire van Veendam lid van de municipaliteit. De functie van maire werd later omgezet in achtereenvolgens schout (1814) en burgemeester (1825).
Hij was tweemaal getrouwd. Na het overlijden van zijn eerste vrouw Allegonda Berends in 1831 hertrouwde hij in 1833 met de weduwe Stijntje Harms Pot. Hij overleed in 1848 geheel onverwacht "na een ongesteldheid van slechts weinige uren" op 71-jarige leeftijd in zijn woonplaats Veendam. In Veendam is de Tjark Jans Giezenstraat naar hem genoemd.